# گرینویل (مین)
گرینویل(به انگلیسی: Greenville) شهری در ایالت مین کشور ایالات متحده آمریکا است که جمعیت آن در سرشماری سال ۲۰۱۰ میلادی، ۱٬۲۵۷ نفر بوده‌است.